# Maria Elise Turner Lauder
Maria Elise Turner Lauder (seudónimo, Toofie Lauder, también conocida como Maria Elise Turner de Touffe Lauder; 20 de febrero de 1833 - 1 de junio de 1922) fue una profesora, lingüista y autora canadiense del siglo XIX que viajó mucho por Europa. Publicó novelas y poesías, pero sobre todo fue conocida por escribir sobre sus viajes. Lauder también fue una filántropa, involucrada en el movimiento por la templanza, así como una música aficionada.

## Biografía
Maria Elise Turner Toof nació en Saint-Armand, Quebec, Canadá, el 20 de febrero de 1833.  Era de ascendencia normanda y hugonote, sus antepasados habían escapado de Francia a Alemania durante la revocación del edicto de Nantes. Tenía una media hermana, Agnes Grote Copeland (1849–1932).
Estudió en Oberlin College, Ohio, ya que las mujeres no eran admitidas en la Universidad de Toronto. Estudió teología durante dos años con el reverendo Charles Grandison Finney, DD, de esa institución.

### Carrera
Lauder era una buena lingüista, unía sus conocimientos de latín y griego al de varios idiomas modernos, los cuales hablaba con fluidez. Después de completar su educación, trabajó como lingüista, y enseñó en el Whitby Ladies' College.  En 1856 se casó con Abram William Lauder, un maestro, y se mudaron a Toronto, donde él estudió derecho. Se convirtió en un abogado destacado en esa ciudad, afiliado al Partido Conservador, y durante varios años, sirvió como miembro de la Legislatura de Ontario. Durante este tiempo, Lauder se convirtió en filántropa y parte del movimiento de la Unión Cristiana de Mujeres por la Templanza (WCTU). 
Los Lauders tuvieron un hijo, el pianista William Waugh Lauder, para quien ella fue la única maestra hasta los once años. Ella se vio obligada a asumir toda la dirección de su educación musical. Para ello, viajó mucho, residiendo en Gran Bretaña, Alemania, Francia e Italia, y visitando muchas partes de Europa, acompañada de su esposo y su hijo. Durante su residencia en el extranjero, se hizo amiga de diversas celebridades musicales y autores y, armada con una carta introductoria del conocido autor y crítico musical, Oscar Paul, del Royal Conservatorium der Musik en Leipzig, llevó a su hijo a William a Sachse-Weimar, donde estudió con Franz Liszt. Según Pauline Pocknell, William fue el único alumno canadiense de Liszt.
Por invitación de Liszt, Lauder llevó a William a actuar en Roma. Allí, fue presentada en la corte real a Humberto I de Italia y a la reina Margarita, y fue honrada con audiencias privadas con la reina e invitaciones, tanto en el Palacio de Quirinal, como en el Palacio de Capodimonte en Nápoles. Lauder también fue presentada, con su hijo, en la corte papal al venerable papa León XIII.
Lauder publicó Mi primera visita a Inglaterra (1865), En Europa (Toronto, 1877), y muchos artículos literarios y poemas, que se publicaron bajo el seudónimo de 'Toofie Lauder'. Uno de los libros de Lauder, Legends and Tales of the Harz Mountains (Londres: Hodder & Stoughton, 1881), está dedicado a la reina Margarita, quien le obsequió a Lauder su retrato real y su autógrafo. De este libro, The Westminster Review declaró: 

Los amantes de las viejas historias alemanas agradecerán sinceramente a 'Toofie Lauder' por haber reunido un volumen tan encantador de  Legends and Tales of the Hartz Mountains. Si el nombre 'Toofie Lauder' significa una dama o un caballero, no tenemos forma de adivinar, pero deberíamos imaginar que el elegante estilo del libro proviene de la pluma de una mujer.

### Vida personal
Lauder, cuyo apodo era "Toofie",  era de afiliación religiosa metodista. Murió en Toronto, el 1 de junio de 1922 a la edad de 89 años.  

## Trabajos seleccionados
- Lauder, Toofie (1865). My First Visit to England.
- Lauder, Toofie (1877). In Europe.
- Lauder, Toofie (1877). Evergreen Leaves: Being Notes from My Travel Book.
- Lauder, Toofie (1884). Evergreen Leaves: Or, "Toofie" in Europe.
- Lauder, Toofie (1885). Legends and Tales of the Harz Mountains, North Germany.
- Lauder, Toofie (1894). At Last.

### Citas
1. 1 2  Morgan, 2008, p. 27.
2. 1 2  Pocknell, 1995, p. 47.
3. ↑  «Lauder, Maria». SFU Digitized Collections (en inglés). Consultado el 23 de enero de 2020.
4. 1 2 3  Willard y Livermore, 1893, p. 451.
5. ↑  «Copeland, Agnes Grote». SFU Digitized Collections (en inglés). Consultado el 23 de enero de 2020.
6. 1 2 3 4  Willard y Livermore, 1893, p. 452.
7. ↑  Dagg, 2006, p. 160.
8. ↑  «Biography of Lauder, Abram William». www.biographi.ca. University of Toronto. Consultado el 23 de enero de 2020.
9. ↑  Halpenny, 1990, p. 644.
10. ↑  The Westminster Review, 1881, p. 574.
11. ↑  Lauder, 1885, p. 1.
12. ↑  University of Wisconsin, 1922